# Luther Randolph
Luther Anthony Randolph (* 7. Mai 1935; † 27. Januar 2020) war ein US-amerikanischer Musiker (Orgel), der sich in den 1960er-Jahren als Produzent und Songwriter in der Musikszene Philadelphias hervortat. Laut dem Philadelphia Inquirer prägte er als Musiker und Produzent den „Philly-Soul-Sound“ mit.

## Leben und Wirken
Randolph lernte mit 12 Jahren Piano; er begann seine Karriere als Pianist für die First Baptist Church of Morton und spielte mit 16 Jahren professionell Rhythm & Blues und Jazz. Randolphs Vorbild war der Organist Jimmy Smith und begann sich 1960 mit der Jazz-Orgel zu beschäftigen. Er trat dann Mitte des 20. Jahrhunderts in der Musikszene von Philadelphia als Jazzorganist auf. In den 1960er-Jahren betätigte er sich zudem als Musikproduzent und (mit Johnny Stiles und Weldon McDougal III) Co-Eigner des Plattenlabels Harton. Mit Johnny Stiles legte Randolph 1962 auf dem Label die Rhythm-&-Blues-Single „Cross Roads“ vor, die in Europa bei Cameo-Parkway erschien.  „Cross Roads“. Es stieg auf Platz 1 der R&B-Charts in Philadelphia und erfreute sich einer landesweiten Ausstrahlung im Rundfunk.
Randolph produzierte dann Charterfolge wie „Yes I’m Ready“ (1965) von Barbara Mason und „Hey There Lonely Girl“ (1969) von Eddie Holman; der Song gelangte auf #2 der US-Billboard Hot 100 Popcharts. Randolph prozierte auch Titel von Dee Dee Sharp. Auf dem Label Harthon erschien in der zweiten Hälfte der 1960er-Jahre R&B- und Soul-Musik der lokalen Vokalgruppen The Volcanos, The Intentions und Irma & The Larks. Mit Jimmy Bishop und Johnny Stiles schrieb er die Titel „Strange Change“ und „Happiest Girl In the World“ (den Barbara Mason aufnahm). Randolph starb an den Folgen mehrerer Schlaganfälle.